# Jo de Roo
Johannes de Roo, detto Jo (Schore, 5 luglio 1937), è un ex ciclista su strada e pistard olandese.
Professionista dal 1958 al 1968, vinse due edizioni del Giro di Lombardia e della Parigi-Tours, due titoli nazionali, un Giro delle Fiandre e tre tappe al Tour de France.

## Carriera
Vinse numerose corse in carriera, tra cui due classiche monumento: 2 volte il Giro di Lombardia (nel 1962 e nel 1963) ed una volta il Giro delle Fiandre nel 1965. Conquistò anche un Giro di Sardegna, nel 1960, la Bordeaux-Parigi, nel 1962, e due volte la Parigi-Tours nel 1962 e nel 1963. Nei grandi giro vinse tre tappe al Tour de France ed una alla Vuelta a España. Nel 1962 si aggiudicò anche il Superprestige Pernod.
Vincendo la Parigi-Tours nel 1962 con una velocità media di 44,903 km/h, divenne detentore del nastro giallo, assegnato al corridore detentore della media di percorrenza più veloce in una gara di lunghezza superiore ai duecento chilometri.
Fu due volte campione olandese in linea nel 1964 e 1965.

## Palmarès

### Strada
- 1957 (dilettanti)

Omloop der Kempen
1ª tappa Ronde van West-Vlaanderen (Brugge > Eernegem)
2ª tappa Ronde van West-Vlaanderen (Eernegem > Woumen)
2ª tappa Olympia's Tour (Steenwijk > Eindhoven)
- 1958 (Magneet-Vredestein, una vittoria)

6ª tappa Ronde van Nederland (Roosendaal > Amsterdam)
- 1960 (Helyett, cinque vittorie)

Grand Prix de Grasse
1ª tappa Giro di Sardegna (Roma > Formia)
Classifica generale Giro di Sardegna
4ª tappa Ronde van Nederland (Nimega > Sittard-Geleen)
3ª tappa Tour de Champagne (Charleville > Châlons-en-Champagne)
- 1962 (Saint-Raphaël, sei vittorie)

Bordeaux-Parigi
1ª tappa Tour de l'Aude (Carcassonne > Castres)
Parigi-Tours
Giro di Lombardia
2ª tappa, 2ª semitappa Grand Prix du Midi Libre
2ª tappa Tour du Sud-Est (Le Vigan > Montpellier)
- 1963 (Saint-Raphaël, due vittorie)

Giro di Lombardia
Parigi-Tours
- 1964 (Saint-Raphaël, tre vittorie)

Campionati olandesi, Prova in linea
12ª tappa Tour de France (Montpellier > Perpignano)
4ª tappa, 2ª semitappa Grand Prix du Midi Libre (Vernet-les-Bains > Perpignano)
- 1965 (Televizier, quattro vittorie)

Campionati olandesi, Prova in linea
Giro delle Fiandre
8ª tappa Tour de France (La Rochelle > Bordeaux)
5ª tappa Ronde van Nederland
- 1966 (Televizier, quattro vittorie)

Omloop Het Volk
14ª tappa, 1ª semitappa Tour de France (Montpellier > Vals-les-Bains)
6ª tappa Vuelta a España (Madrid > Calatayud)
Grote Prijs Stad Zottegem

#### Altri successi
- 1957 (dilettanti)

3ª tappa, 2ª semitappa Olympia's Tour (cronosquadre)
3ª tappa, 2ª semitappa Omloop der 9 Provincies (Alken, cronosquadre)
- 1961 (Helyett)

Grand Prix de Monaco
Man'x Trophy
- 1962 (Saint-Raphaël)

Super Prestige Pernod
- 1963 (Saint-Raphaël)

Acht van Chaam
- 1964 (Saint-Raphaël)

Acht van Chaam
- 1967 (Willem II)

Acht van Chaam

### Pista
- 1959

Sei giorni di Anversa (con Jan Palmans)

## Piazzamenti

### Grandi Giri
- Tour de France

1960: ritirato (14ª tappa)
1964: 43º
1965: 55º
1966: ritirato (17ª tappa)
1967: 76º
- Vuelta a España

1966: ritirato

### Classiche monumento
- Milano-Sanremo

1960: 8º
1961: 11º
1963: 71º
1968: 33º
- Giro delle Fiandre

1961: 12º
1963: 10º
1964: 3º
1965: vincitore
1966: 15º
1967: 23º
1968: 7º
- Parigi-Roubaix

1961: 12º
1964: 18º
1965: 13º
1966: 12º
1967: 29º
- Liegi-Bastogne-Liegi

1963: 4º
1964: 15º
- Giro di Lombardia

1960: 69º
1962: vincitore
1963: vincitore
1964: 9º
1968: 9º

### Competizioni mondiali
- Campionati del mondo

Zandvoort 1959 - In linea: 26
Berna 1961 - In linea: 5º
San Sebastián 1965 - In linea: 44º
Nürburgring 1966 - In linea: 8º
Heerlen 1967 - In linea: ritirato

## Riconoscimenti
- Nastro giallo nel 1962
- Trofeo Gerrit Schulte nel 1962
- Trophée Edmond Gentil nel 1962